# Malbork (gmina wiejska)
Malbork – gmina wiejska w Polsce położona w województwie pomorskim, w powiecie malborskim. W latach 1975–1998 gmina administracyjnie należała do województwa elbląskiego.
W skład gminy wchodzi 16 sołectw: Cisy, Grobelno, Kamienica, Kamionka, Kałdowo Wieś, Kościeleczki, Kraśniewo, Lasowice Małe, Lasowice Wielkie Agro Lawi, Lasowice Wielkie, Nowa Wieś, Stogi, Szawałd, Tragamin, Wielbark, Wielbark Poligon.
Siedzibą gminy jest miasto Malbork.
Według danych z 15 lutego 2016 gminę zamieszkiwało 4656 osób.
Na terenie gminy, w miejscowości Kościeleczki, funkcjonuje prywatne lądowisko oraz gminne lotnisko Lotniczego Pogotowia Ratunkowego.

## Struktura powierzchni
Według danych z roku 2005 gmina Malbork ma obszar 100,93 km², w tym:
- użytki rolne: 82%
- użytki leśne: 1%

Gmina stanowi 20,41% powierzchni powiatu.

## Demografia

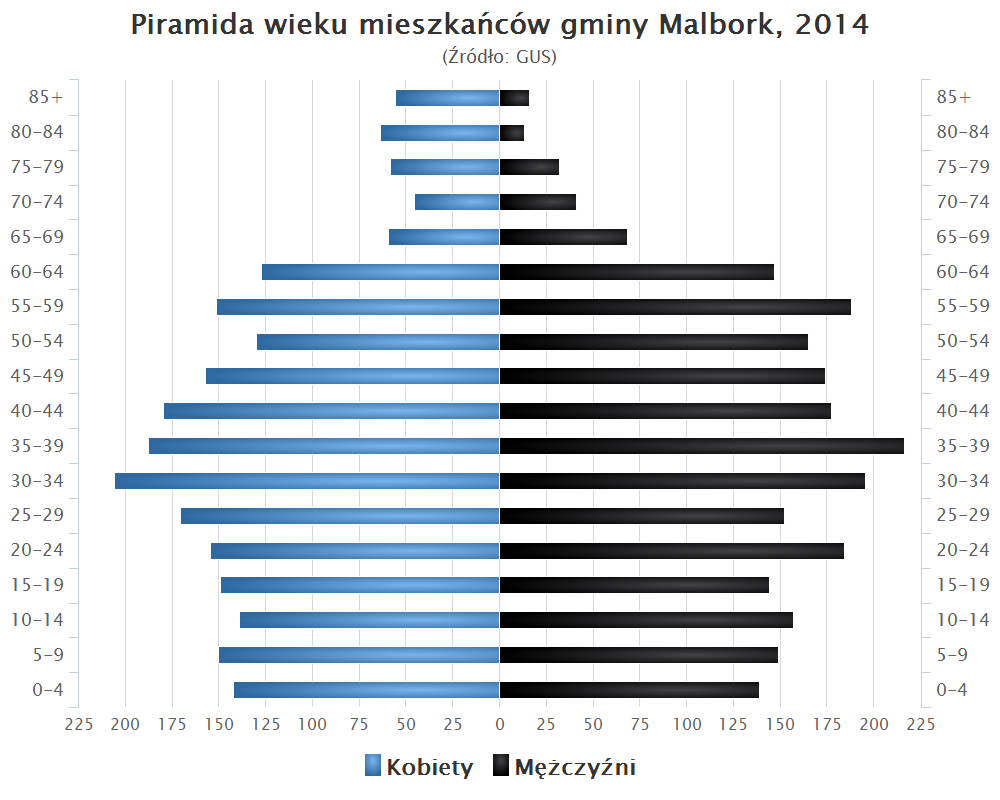
Piramida wieku mieszkańców gminy Malbork w 2014 roku

Dane z 31.12.2017 roku
| Opis                              | Ogółem | Ogółem | Kobiety | Kobiety | Mężczyźni | Mężczyźni |
| --------------------------------- | ------ | ------ | ------- | ------- | --------- | --------- |
| jednostka                         | osób   | %      | osób    | %       | osób      | %         |
| populacja                         | 4 791  | 100    | 2 381   | 49,7    | 2 410     | 50,3      |
| gęstość zaludnienia (mieszk./km²) | 47     | 47     | 23      | 23      | 24        | 24        |

## Sąsiednie gminy
Lichnowy, Malbork, Miłoradz, Nowy Staw, Stare Pole, Stary Targ, Sztum